# دن نتورکس
دن نتورکس (انگلیسی: DEN Networks) شرکت مخابرات هندی است، که در سال ۲۰۰۷ تأسیس شد.